# Yangbajing-tunnel
De Yangbajing-tunnel is een spoortunnel in de Tibetaanse Autonome Regio, op een afstand van 80 km ten noordwesten van de hoofdstad Lhasa.
Het is de langste tunnel op het traject van de Peking-Lhasa-spoorlijn. De tunnel heeft een lengte van 3345 meter en ligt op een hoogte van 4264 meter.